# Hae-undae yeon-indeul
Hae-undae yeon-indeul (해운대 연인들?), noto anche con il titolo internazionale Lovers of Haeundae, è un drama coreano del 2012.

## Trama
Lee Tae-sung è un procuratore arrivista che si è sposato soltanto per fare carriera; durante un'operazione sotto copertura, finisce però per perdere la memoria e di lui inizia ad occuparsi Go So-ra, figlia di un potente mafioso. Quando gradualmente in lui riaffiorano i ricordi, si trova così diviso tra il desiderio di affermarsi in ambito lavorativo e i sentimenti che inizia a provare per So-ra.